# Lista de bairros de Ananindeua
Essa é uma lista dos bairros do município brasileiro de Ananindeua, no estado do Pará.

## Área Urbana
- 40 Horas[1]
- Águas Brancas
- Águas Lindas
- Atalaia
- Aurá
- Centro
- Cidade Nova[1]
- Coqueiro
- Curuçambá
- Distrito Industrial
- Dom Bosco (Ananindeua)
- Guanabara
- Heliolândia
- Icuí-Guajará
- Icuí-Laranjeira
- Jaderlândia
- Jiboia Branca
- Júlia Sefer
- Maguari
- PAAR[1]
- Providência

## Área Rural
- Abacatal

### Ilhas
- Ilha de Viçosa
- Ilha de João Pilatos
- Ilha de Santa Rosa
- Ilha do Mutá
- Ilha do Arauarí
- Ilha de São José da Sororóca
- Ilha de Sororóca
- Ilha de Sassunema
- Ilha de Guajarina